# Scenopinus balteatus
Scenopinus balteatus är en tvåvingeart som beskrevs av Lamb 1922. Scenopinus balteatus ingår i släktet Scenopinus och familjen fönsterflugor.
Artens utbredningsområde är Seychellerna. Inga underarter finns listade i Catalogue of Life.